# Apollo 4
Apollo 4 byl nepilotovaný let amerického programu Apollo (9. listopadu 1967).

## Cíl letu

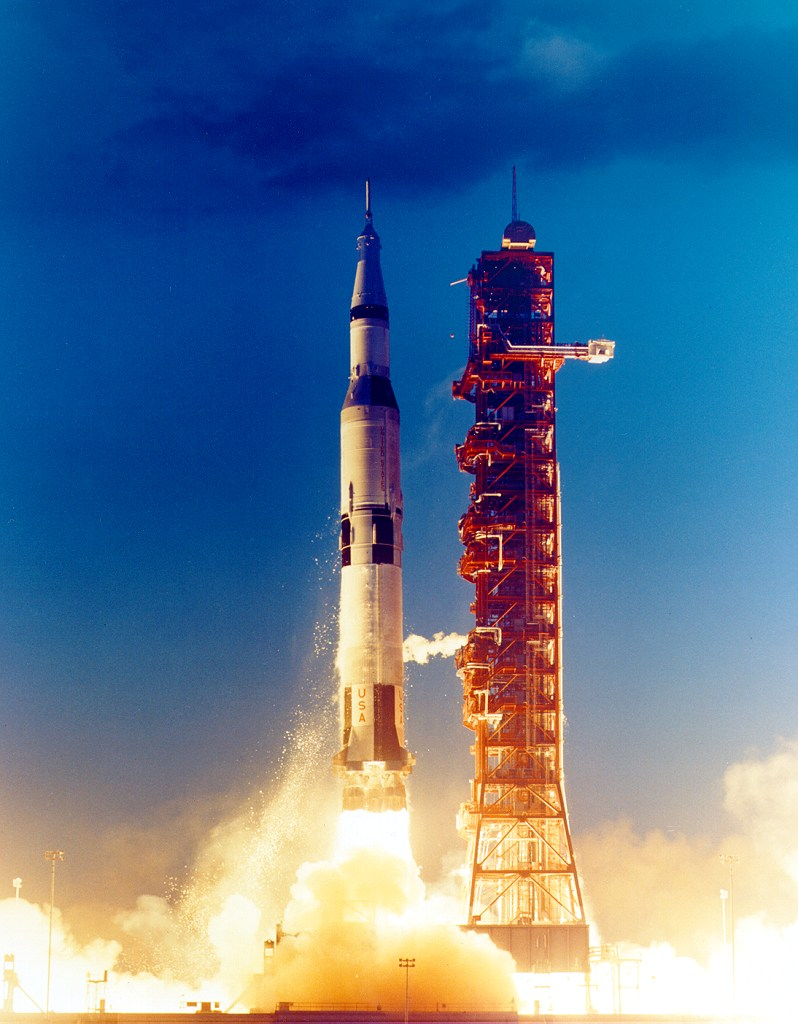
Start kosmické lodi Apollo 4

Deset měsíců po tragické smrti kosmonautů v Apollu 1 před jeho startem z rampy 34 na Mysu Canaveral byla vyslána první loď bez kosmonautů na oběžnou dráhu Země.
Při tomto letu AS-501 čili Apolla 4 se poprvé vyzkoušela raketa Saturn 5 a tepelný štít kosmické lodi Apollo při vstupu do atmosféry druhou kosmickou rychlostí. Mimo tento hlavní úkol se prověřila činnost řídícího střediska v Houstonu ve spolupráci s dalšími sledovacími stanicemi a loděmi na oceánu.

## Průběh letu
Nejsilnější nosná raketa USA všech dob, 111 metrů vysoký Saturn 5 o hmotnosti 2700 tun odstartoval na Floridě z mysu Canaveral, resp. z ostrova Merritt, rampy 39A. Na špičce rakety byla instalována loď Apollo 4 i s maketou měsíční sekce LM, uvnitř lodě však kosmonauti nebyli. Brzy komplex dosáhl předepsané orbitální dráhy kolem Země. Všechny tři stupně pracovaly dobře, tedy s požadovaným výkonem a také se jeden po druhém po vyhoření od Apolla odpojily. Průběh letu monitorovala také nová sledovací loď USS Vanguard. Po 8 hodinách pak na povel z řídícího střediska letů v Houstonu začal sestupovou fázi, během níž se loď od zbytků rakety oddělila (ve výši cca 18 200 km) a přistála s pomocí tří padáků na hladině Tichého oceánu necelých 10 km od čekající letadlové lodě USS Bennington, kam byla posléze dopravena.
Let byl vyhodnocen NASA jako velice úspěšný i přes řadu drobných závad.